# 드럼매니아

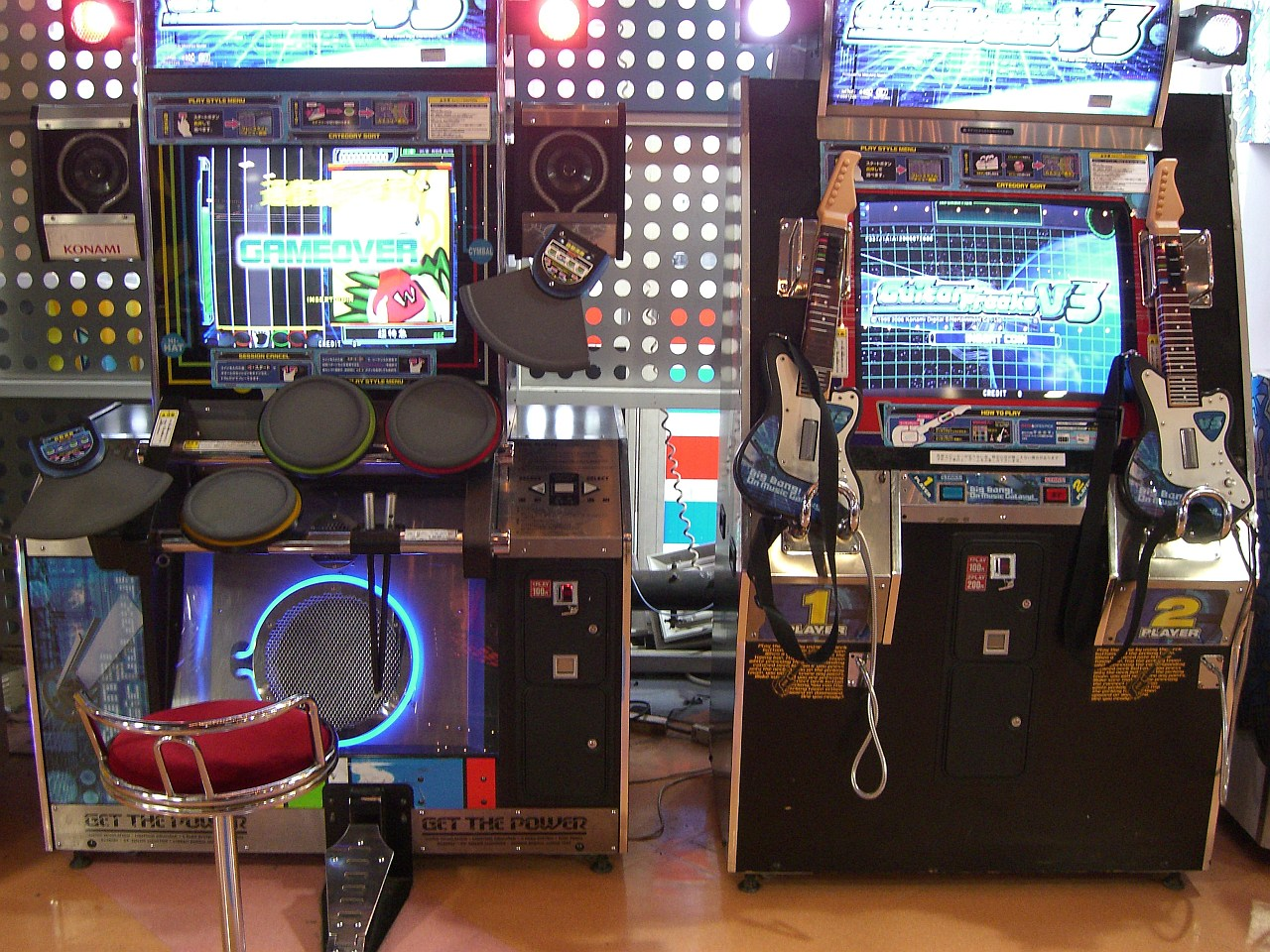

드럼매니아(Drummania)는 1999년 7월에 비마니 시리즈 제5탄으로 코나미에서 발매한 음악 게임이다. 현재의 최신 버전은 18번째 시리즈인 V8이다.

## 개요
드럼매니아는 드럼 컨트롤러를 이용해서 곡의 드럼 파트를 연주하는 게임이다. 드럼 파트는 야마하에서 제작한 DTXPRESS 전자 드럼 킷을 개조한 형태이며, 왼쪽에서부터 하이 햇, 스네어 드럼, 하이 톰, 로 톰, 라이드 심벌이 차례대로 배치되어 있고 아래에는 베이스 드럼 페달이 장착되어 있다. 게임 방식은 비트매니아를 비롯한 비마니 시리즈와 동일한데, 게임 화면에서는 각각 파트에 대응하는 노트가 점차 내려오고 일정 위치에 노트가 도달하면 해당되는 파트를 스틱으로 두드리는 방식으로 게임을 진행한다.
드럼매니아는 세션 플레이(Session Play)라는 이름으로 기타프릭스와 연동 플레이가 가능하다. 드럼매니아와 기타프릭스가 맞는 버전끼리 서로 연결되어 있으면 2명에서 3명의 플레이어가 동시에 같은 곡을 합주할 수 있으며 특히 4th/5th MIX는 키보드매니아와의 멀티 세션도 가능해서, 최대 5명의 플레이어가 합주할 수 있다. 주의할 점은 드럼매니아가 기타프릭스보다 더 늦게 나왔기 때문에 드럼매니아는 한 단계 더 높은 버전의 기타프릭스와 연결된다. 예를 들면 드럼매니아 10thMIX와 기타프릭스 11thMIX가 서로 연결될 수 있으며, 이후 버전의 두 게임은 똑같이 V라는 버전으로 통일되었다.
드럼매니아의 3번째 버전인 3rdMIX까지는 가정용 시리즈(PS2 버전)으로 이식되었지만, 버그로 인한 회수 사건과 인기 저하로 이후 신작이 이식되지 않았지만, 2006년 3월 16일에 PS2로 11번째 시리즈인 V가 발매되면서 가정용 시리즈도 다시 부활하였다.
또한 일본에서는 휴대전화용으로도 서비스를 하고 있다.

### 일본외의 국가에서의 드럼매니아
일본외의 국가에서는 제목의 mania가 어감이 나쁘다는 이유로 10thMIX까지 Percussion Freaks (퍼커션프릭스)라는 명칭으로 변경되어 발매되었다. 하지만 브랜드명으로는 drummania 쪽이 훨씬 널리 퍼져 있다. V 이후로 해외에서도 DrumMania로 명칭이 다시 변경되었다.

### 대한민국에서의 드럼매니아
대한민국에서는 2001년까지 유니아나(옛 유니코)에서 5thMIX까지의 시리즈를 정식 수입했다. 이때 수입된 버전은 'Percussion Freaks'란 이름을 달고 출시되었다. 그 후 시리즈가 수입되지 않았으나, 2008년 4월 25일 DrumMania V4가 정식으로 발매되었다. 2008년 12월 27일 국내에서 처음으로 e-AMUSEMENT를 V5에 적용하여 4개 게임센터(서울 노량진 [AMUSE TOWN], 압구정 [JOY PLAZA], 이수역 [테마파크], 연신내 [게임빌리지])에서 시험 가동하였다(V6 발매 전 까지). 2009년 4월 9일 DrumMania V6이 국내에서 'BURNING!'이라는 부제를 달고 발매되었다. 2010년 4월 7일 DrumMania V7이 정식 발매되었다. 2011년 3월 28일 DrumMania V8이 한국과 일본 동시 발매되었다.

## 시리즈

### 업소용
- drummania (1999년 7월 10일)
- drummania 2ndMIX (2000년 3월 27일)
- drummania 3rdMIX (2000년 9월 13일)
- drummania 4thMIX (2001년 3월 17일)
난이도 표기방식 변경: 기존 별 개수 1개~10개에서 숫자10~99로 
또한, NORMAL, REAL, EXPERT REAL로 나누어져있던 모드를 STANDARD로 통합했다.
- drummania 5thMIX (2001년 9월 13일)
- drummania 6thMIX (2002년 2월 28일)
- drummania 7thMIX (2002년 8월 30일)
- drummania 7thMIX power-up ver. (2002년 11월 29일)
- drummania 8thMIX (2003년 4월 2일)
- drummania 9thMIX (2003년 10월 8일)
BONUS TRACK 모드가 삭제되었다. 기존 BONUS TRACK에 수록된 곡들은 STANDARD로 옮겨졌다.
- drummania 10thMIX (2004년 4월 22일)
이 버전을 마지막으로 수출판 명칭 Percussion Freaks는 삭제되었다.
- DrumMania V (2005년 2월 23일)
이 작품에서는 기기의 기판이 플레이 스테이션 2 기반으로 교체되었다. 기판 교체로 사양이 높아짐에 따라 비주얼적인 퀄리티가 더욱 높아졌다. 
시리즈 사상 가장 많은 구곡이 부활하였다.
시리즈의 정식 제목이 최초로 대문자가 사용되었다. 이전에는 모두 drummania였으며 V부터 DrumMania로 표기됨.
- DrumMania V2 (2005년 11월 24일)
- DrumMania V3 (2006년 9월 13일)
V3부터는 e-AMUSEMENT 대응 기계에 한하여 엑스트라 러시(EXTRA RUSH)가 등장하였다. e-AMUSEMENT 대응판에서는 엑스트라 러시 레벨이 증가함에 따라 엑스트라 스테이지(EXTRA STAGE) 전용곡, 앙코르 스테이지(ENCORE STAGE) 전용곡, 프리미엄 앙코르 스테이지(PREMIUM ENCORE STAGE) 전용곡이 계속해서 바뀌게 된다.
- DrumMania V4 Яock×Rock (2007년 8월 8일)
V4부터는 기판이 윈도우 XP 임베이드로 변경되어 다이렉트X 9를 전반적인 게임 요소에 적용시켜 더욱 역동적인 그래픽을 구현할 수 있게 되었다. 
엑스트라 러시 레벨이 올라감에 따라 스페셜 스테이지가 등장. 구작의 엑스트라 전용곡이 엑스트라 스테이지에 별도로 표기되고, 해당곡을 조건에 맞게 클리어시 해당 작품의 앵콜 스테이지가 등장. 이를 클리어하면 추가 해금요소가 나왔다.
- DrumMania V5 Rock to Infinity (2008년 6월 18일)

국내에서 최초로 e-AMUSEMENT 시스템이 시험 적용된 작품 
V4의 스페셜 스테이지가 사용된 작품. V~V4까지의 엑스트라 곡들이 엑스트라 러시 레벨 상승에 따라 추가 되었으며, 해금요소는 칭호뿐. 다만 해당 칭호들을 다 모았을경우 프리미엄 앵콜곡인 A.DOGMA가 엑스트라 스테이지로 강등되어 나오고 이를 특정조건으로 클리어 할 경우 앵콜 스테이지 대신 인피니티 스테이지(INFINITY STAGE)가 등장했다. 인피니티 스테이지를 클리어 하면 엔딩(ENDING) 스테이지도 등장했다.
- DrumMania V6 BLAZING!!! (2009년 4월 9일)

비트매니아 IIDX의 스코어 그래프 시스템과 같은 SKILL METER가 도입되고, 신 모드인 "퀘스트 모드" 가 도입되었으며, 국내에서 정식으로 e-AMUSEMENT가 적용되는 작품이다.
V5와 같은 특수 스테이지의 출현은 없었지만 프리미엄 앵콜곡을 클리어하면 무조건 적으로 블레이징 스테이지(BLAZING STAGE)가 등장했다.
- DrumMania V7 (2010년 3월 25일)

GDP 시스템이 도입되었다(GDP가 상승함에 따라 곡 해금). 스코어 계산방법이 변경되었다(노트 수에 관계없이 동일한 만점 체계로).
- DrumMania V8 (2011년 3월 28일)

드럼매니아 시리즈의 마지막 작품. DM V7당시 DM XG에만 수록됐던 악곡도 일부 수록되었다.

### 플레이 스테이션 2
- drummania (2000년 3월 4일)

플레이 스테이션 2 본체와 동시에 발매되었으며, 드럼매니아 전용 컨트롤러와 함께 판매되었다.
- GUITARFREAKS 3rd MIX & drummania 2nd MIX (2000년 12월 7일)

기타프릭스와의 커플링 소프트로 플레이어 두 명이 세션 플레이를 할 수도 있다.
- 기타도라! GUITARFREAKS 4th MIX & drummania 3rd MIX (2001년 9월 20일)

가정용에서만 할 수 있는 곡이나, ‘ENDLESS’모드 등 가정용에서만 할 수 있는 요소가 많이 추가되었다. 그러나 버그로 인해 제품을 회수하는 일이 일어났고, 이 회수로 인해 기타프릭스, 드럼매니아의 가정용 이식이 잠시 중단되었다.
- GuitarFreaksV & DrumManiaV (2006년 3월 16일)

5년 반만의 가정용 신작. 이 소프트와 함께 기타프릭스, 드럼매니아의 가정용 컨트롤러도 저렴한 가격으로 다시 출시되었다.
- GuitarFreaks & DrumMania MASTERPIECE SILVER (2006년 8월 31일)

가정용으로 이식되지 않은 작품의 곡 중에서 인터넷 인기 투표와 제작진의 선곡으로 선정된 70여 곡이 수록되었다.
- GuitarFreaksV2 & DrumManiaV2 (2006년 11월 22일)

MASTERPIECE 시리즈를 제외하고 5번째로 발매된 가정용 드럼매니아 시리즈, 전작 V에서 미수록됐던 가정용 전용곡 2곡의 추가와 아케이드에서 가동 중인 V3의 선행곡 3곡이 특별 수록됐다.
- GuitarFreaks & DrumMania MASTERPIECE GOLD (2007년 3월 8일)

가정용으로 이식되지 않은 작품의 곡 중에서 인터넷 인기 투표와 제작진의 선곡으로 선정된 70여 곡이 수록되었다.
- GuitarFreaks V3 & DrumMania V3 (2007년 10월 4일)

가타프릭스, 드럼매니아의 마지막 가정용 이식작.

## 주요 아티스트
드럼매니아에 수록되는 곡들은 코나미 내부 아티스트가 만드는 곡과 외부 판권곡으로 나눌 수 있다. 아래의 목록은 코나미 내부 아티스트 중 일부를 적은 것이다.
- 구니타케 미유키
- 후루카와 모토아키
- 사사키 히로후미
- 아사키
- 오노 히데유키
- 이즈미 무쓰히코
- 고에즈카 요시히코
- 우에마쓰 유에이 (YUEI)
- 후나기 토모스케
- 우에코 하루미 (Jimmy Weckl)
- Thomas Howard Lichtenstein
- 고조 나카무라
- 다구치 야스히로 (TAG)
- 센본마쓰 진
- 구로사와 다이스케 (96)
- 사쿠라이 도시오
- 사토 나오유키

## 같이 보기
- 기타프릭스
- 비마니
- 기타도라